# 格倫埃克斯 (新墨西哥州)
格倫埃克斯（英語：Glen Acres）是位於美國新墨西哥州伊達爾戈縣的普查規定居民點。

## 人口
根據2020年美國人口普查的數據，格倫埃克斯的面積為2.56平方千米，皆為陸地。當地共有人口204人，而人口密度為每平方千米79.69人。